# إدوارد دتون
إدوارد دتون (بالإنجليزية: Edward Dutton) هو عالم إنسان وأستاذ جامعي وكاتب بريطاني، ولد في 30 أكتوبر 1980 في لندن في المملكة المتحدة.

## وصلات خارجية
- الموقع الرسمي
- إدوارد دتون على موقع IMDb (الإنجليزية)